# Yasuhikotakia eos
Yasuhikotakia eos är en fiskart som först beskrevs av Isao Taki 1972.  Yasuhikotakia eos ingår i släktet Yasuhikotakia och familjen nissögefiskar. Inga underarter finns listade i Catalogue of Life.

## Bildgalleri

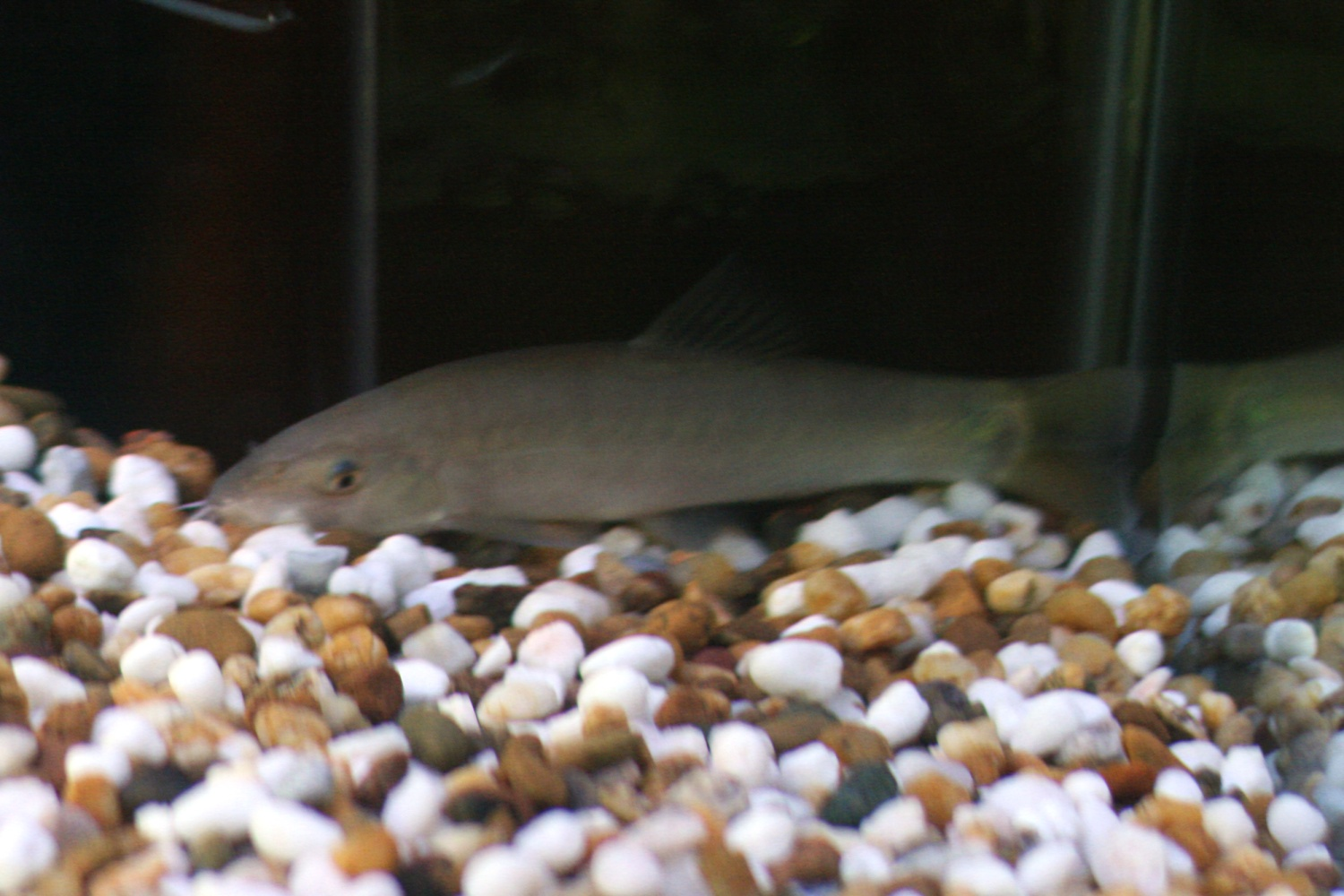